# Coppa del Re 2002-2003
La Coppa del Re 2002-2003 fu la 99ª edizione della manifestazione. Iniziò il 28 agosto 2002 e si concluse il 28 giugno 2003 con la finale allo stadio Martínez Valero, vinta dal Mallorca per tre a zero contro il Recreativo de Huelva. La squadra campione in carica fu il Deportivo La Coruña.

## Calendario

### Turno preliminare
| Squadra 1         | Totale | Squadra 2        | Andata | Ritorno         |
| ----------------- | ------ | ---------------- | ------ | --------------- |
| Hércules          | 3 - 1  | UE Lleida        | 3 - 0  | 0 - 1           |
| Tomelloso         | 1 - 6  | Amurrio          | 1 - 4  | 0 - 2           |
| Leonesa           | 3 - 2  | Real Ávila       | 2 - 1  | 1 - 1           |
| Cacereño          | 2 - 2  | Ceuta            | 2 - 0  | 0 - 2           |
| Langreo           | 2 - 3  | Jerez            | 0 - 0  | 2 - 3           |
| Gramenet          | 2 - 1  | Mataró           | 1 - 0  | 1 - 1           |
| Atlético Baleares | 0 - 5  | Novelda          | 0 - 2  | 0 - 3           |
| Fraga             | 3 - 4  | Real Unión       | 0 - 4  | 3 - 0           |
| Lanzarote         | 4 - 4  | Pontevedra       | 2 - 1  | 2 - 3           |
| S.S. Reyes        | 2 - 1  | Marino           | 1 - 1  | 1 - 0           |
| Burriana          | 0 - 5  | Alicante         | 0 - 1  | 0 - 4           |
| Villanueva        | 0 - 3  | Ciudad de Murcia | 0 - 0  | 0 - 3           |
| Alondras          | 0 - 4  | Corralejo        | 0 - 1  | 0 - 3           |
| Lemona            | 3 - 1  | Noja             | 0 - 1  | 3 - 0           |
| CD Linares        | 0 - 0  | Mérida           | 0 - 0  | 0 - 0 (4-2 dcr) |
| Orihuela          | 1 - 2  | Palamós          | 0 - 0  | 1 - 2           |
| Barakaldo         | 1 - 2  | Azkoyen          | 1 - 1  | 0 - 1           |

### Primo turno
| Squadra 1      | Risultato       | Squadra 2           |
| -------------- | --------------- | ------------------- |
| Salamanca UDS  | 0 - 4           | Racing Ferrol       |
| Lemona         | 0 - 3           | Osasuna             |
| Hércules       | 2 - 1           | Villarreal          |
| Compostela     | 0 - 1           | Real Oviedo         |
| Terrassa       | 2 - 0           | Levante             |
| Gramenet       | 0 - 1           | Maiorca             |
| Novelda        | 3 - 2           | Barcellona          |
| Palamós        | 6 - 1           | Elche               |
| Barakaldo      | 1 - 3           | Alavés              |
| Amurrio        | 1 - 2           | Athletic Bilbao     |
| Cacereño       | 0 - 2           | Xerez               |
| Real Unión     | 3 - 2           | Racing Santander    |
| Getafe         | 2 - 1 (dts)     | Las Palmas          |
| Lanzarote      | 1 - 2           | Atlético Madrid     |
| Real Saragozza | 3 - 1           | Real Sociedad       |
| Numancia       | 2 - 1           | Tenerife            |
| Sporting Gijón | 1 - 2           | Real Valladolid     |
| Leonesa        | 2 - 1           | Rayo Vallecano      |
| Motril CF      | 1 - 1 (3-4 dcr) | Badajoz             |
| Burgos         | 0 - 1           | Celta Vigo          |
| Alicante       | 1 - 0           | Espanyol            |
| Real Jaén      | 0 - 3           | Siviglia            |
| Gimnàstic      | 0 - 0 (4-5 dcr) | Valencia            |
| Extremadura    | 1 - 1 (1-4 dcr) | Malaga              |
| S.S. Reyes     | 1 - 8           | Real Madrid         |
| CD Linares     | 1 - 0           | Leganés             |
| Jerez          | 0 - 3           | Real Betis          |
| Almería        | 3 - 2 (dts)     | Córdoba             |
| Albacete       | 1 - 2           | Eibar               |
| Corralejo      | 1 - 2           | Deportivo La Coruña |
| Real Murcia    | 1 - 0           | Poli Ejido          |
| Villanueva     | 1 - 2           | Recreativo Huelva   |

### Secondo turno
| Squadra 1      | Risultato       | Squadra 2           |
| -------------- | --------------- | ------------------- |
| Novelda        | 0 - 3           | Terrassa            |
| Hércules       | 0 - 0 (3-4 dcr) | Maiorca             |
| Racing Ferrol  | 3 - 4           | Deportivo La Coruña |
| Real Unión     | 2 - 1           | Athletic Bilbao     |
| Eibar          | 0 - 0 (6-7 dcr) | Osasuna             |
| Palamós        | 3 - 6 (dts)     | Real Betis          |
| Real Oviedo    | 0 - 4           | Real Madrid         |
| Getafe         | 1 - 2 (dts)     | Real Valladolid     |
| Leonesa        | 0 - 2           | Atlético Madrid     |
| Real Murcia    | 1 - 0           | Badajoz             |
| Xerez          | 2 - 0           | Malaga              |
| Real Saragozza | 1 - 2           | Alavés              |
| CD Linares     | 1 - 2           | Siviglia            |
| Almería        | 0 - 1           | Recreativo Huelva   |
| Alicante       | 3 - 3 (5-4 dcr) | Valencia            |
| Numancia       | 1 - 0           | Celta Vigo          |

### Ottavi di finale
| Squadra 1   | Totale | Squadra 2           | Andata | Ritorno |
| ----------- | ------ | ------------------- | ------ | ------- |
| Alicante    | 2 - 5  | Deportivo La Coruña | 1 - 1  | 1 - 4   |
| Real Murcia | 2 - 1  | Alavés              | 0 - 0  | 2 - 1   |
| Real Betis  | 0 - 1  | Recreativo Huelva   | 0 - 0  | 0 - 1   |
| Terrassa    | 5 - 7  | Real Madrid         | 3 - 3  | 2 - 4   |
| Maiorca     | 6 - 3  | Real Valladolid     | 2 - 2  | 4 - 1   |
| Real Unión  | 1 - 5  | Osasuna             | 0 - 4  | 1 - 1   |
| Numancia    | 2 - 5  | Siviglia            | 1 - 3  | 1 - 2   |
| Xerez       | 0 - 4  | Atlético Madrid     | 0 - 1  | 0 - 3   |

### Quarti di finale
| Squadra 1           | Totale | Squadra 2       | Andata | Ritorno |
| ------------------- | ------ | --------------- | ------ | ------- |
| Deportivo La Coruña | 5 - 3  | Real Murcia     | 1 - 0  | 4 - 3   |
| Recreativo Huelva   | 1 - 0  | Atlético Madrid | 1 - 0  | 0 - 0   |
| Siviglia            | 3 - 4  | Osasuna         | 1 - 1  | 2 - 3   |
| Real Madrid         | 1 - 5  | Maiorca         | 1 - 1  | 0 - 4   |

### Semifinali
| Squadra 1           | Totale | Squadra 2 | Andata | Ritorno |
| ------------------- | ------ | --------- | ------ | ------- |
| Deportivo La Coruña | 3 - 4  | Maiorca   | 2 - 3  | 1 - 1   |
| Recreativo Huelva   | 4 - 2  | Osasuna   | 2 - 0  | 2 - 2   |

### Finale
| Squadra 1         | Risultato | Squadra 2 |
| ----------------- | --------- | --------- |
| Recreativo Huelva | 0 - 3     | Maiorca   |

| Arbitro: | Iturralde González |

|  |           |                                    |
|  | Marcatori | 21’ (rig.) Pandiani 72’, 84’ Eto'o |

| Recreativo | Maiorca |

#### Formazioni
| Recreativo Huelva (4-4-1-1) |    |                    |     |     |
|                             |    |                    |     |     |
| POR                         | 1  | José Antonio Luque |     |     |
| TD                          | 6  | Juan Merino        | 69’ | 29’ |
| DC                          | 20 | Álex Pereira       |     | 65’ |
| DC                          | 14 | Loren              |     | 20’ |
| TS                          | 12 | Mariano Pernía     |     |     |
| CFD                         | 22 | Javi García        |     |     |
| MED                         | 19 | Diego Camacho      |     |     |
| MED                         | 15 | Emilio Viqueira    |     |     |
| CFS                         | 10 | Ignacio Benítez    | 77’ |     |
| TRQ                         | 16 | Mario Bermejo      | 41’ |     |
| ATT                         | 11 | Raúl Molina        |     |     |
| A disposizione:             |    |                    |     |     |
| ATT                         | 21 | Xisco              | 41’ |     |
| CEN                         | 3  | Óscar Arpón        | 69’ |     |
| ATT                         | 23 | Joãozinho          | 77’ |     |
| Allenatore:                 |    |                    |     |     |
| Lucas Alcaraz               |    |                    |     |     |

| Maiorca (4-4-2)  |    |                    |     |     |
|                  |    |                    |     |     |
| POR              | 25 | Leo Franco         |     |     |
| TD               | 8  | David Cortés       |     |     |
| DC               | 20 | Miguel Ángel Nadal |     |     |
| DC               | 5  | Fernando Niño      |     | 77’ |
| TS               | 16 | Poli               |     |     |
| CFD              | 11 | Álvaro Novo        |     |     |
| MED              | 22 | John Lozano        |     | 52’ |
| MED              | 10 | Ariel Ibagaza      | 85’ |     |
| CFS              | 11 | Albert Riera       |     |     |
| ATT              | 9  | Samuel Eto'o       | 87’ |     |
| ATT              | 12 | Walter Pandiani    | 81’ | 65’ |
| A disposizione   |    |                    |     |     |
| ATT              | 7  | Carlitos           | 81’ |     |
| CEN              | 18 | Marcos             | 85’ |     |
| CEN              | 2  | Alejandro Campano  | 87’ |     |
| Allenatore:      |    |                    |     |     |
| Gregorio Manzano |    |                    |     |     |

## Classifica marcatori
| Gol |  |  | Giocatore        | Squadra             |
| --- |  |  | ---------------- | ------------------- |
| 8   |  |  | Javier Portillo  | Real Madrid         |
| 6   |  |  | Diego Tristán    | Deportivo La Coruña |
| 5   |  |  | Samuel Eto'o     | Maiorca             |
| 5   |  |  | Antonio Madrigal | Novelda             |
| 5   |  |  | Walter Pandiani  | Maiorca             |
| 5   |  |  | Tote             | Real Madrid         |
| 4   |  |  | Albert Luque     | Deportivo La Coruña |
| 4   |  |  | Rubén Navarro    | Alavés              |